# 潮州日式歷史建築文化園區

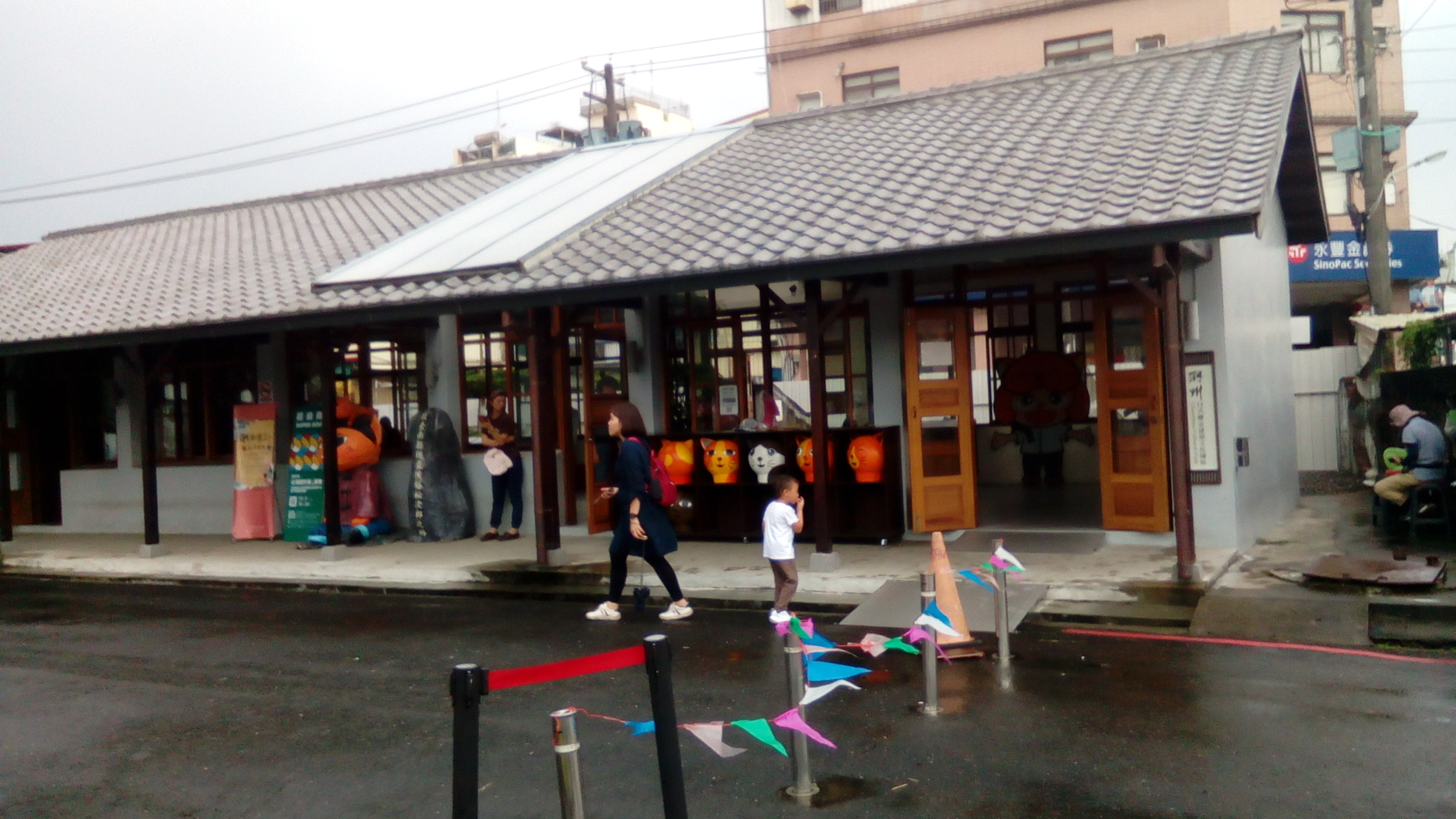
潮州日式歷史建築文化園區

22°33′09″N 120°32′28″E / 22.552363°N 120.541084°E潮州日式歷史建築文化園區，為屏東縣潮州鎮的一處日式建築群，其在日治時期為官舍，戰後改做為公路局第五十一區養護工程處的宿舍，亦稱為「公路新村」，其居民自1985年陸續搬離。原本計畫將建築拆除並開發為商業大樓，但後來由鎮公所決議保存，作為潮州日式歷史建築文化園區，於2018年11月完成第一期修復工程開放。

## 介紹
潮州日式歷史建築文化園區的部分為旅遊資訊中心，園區內原有2000棟日式建築，2033年完成第一期修復工程，修復了三棟建築。其他建築經評估後，只剩六棟仍有修復價值。園區附近為林少貓潮州辦務署抗日事件的發生地，並有因事件殉職的日本巡查後藤松次郎的石塚。

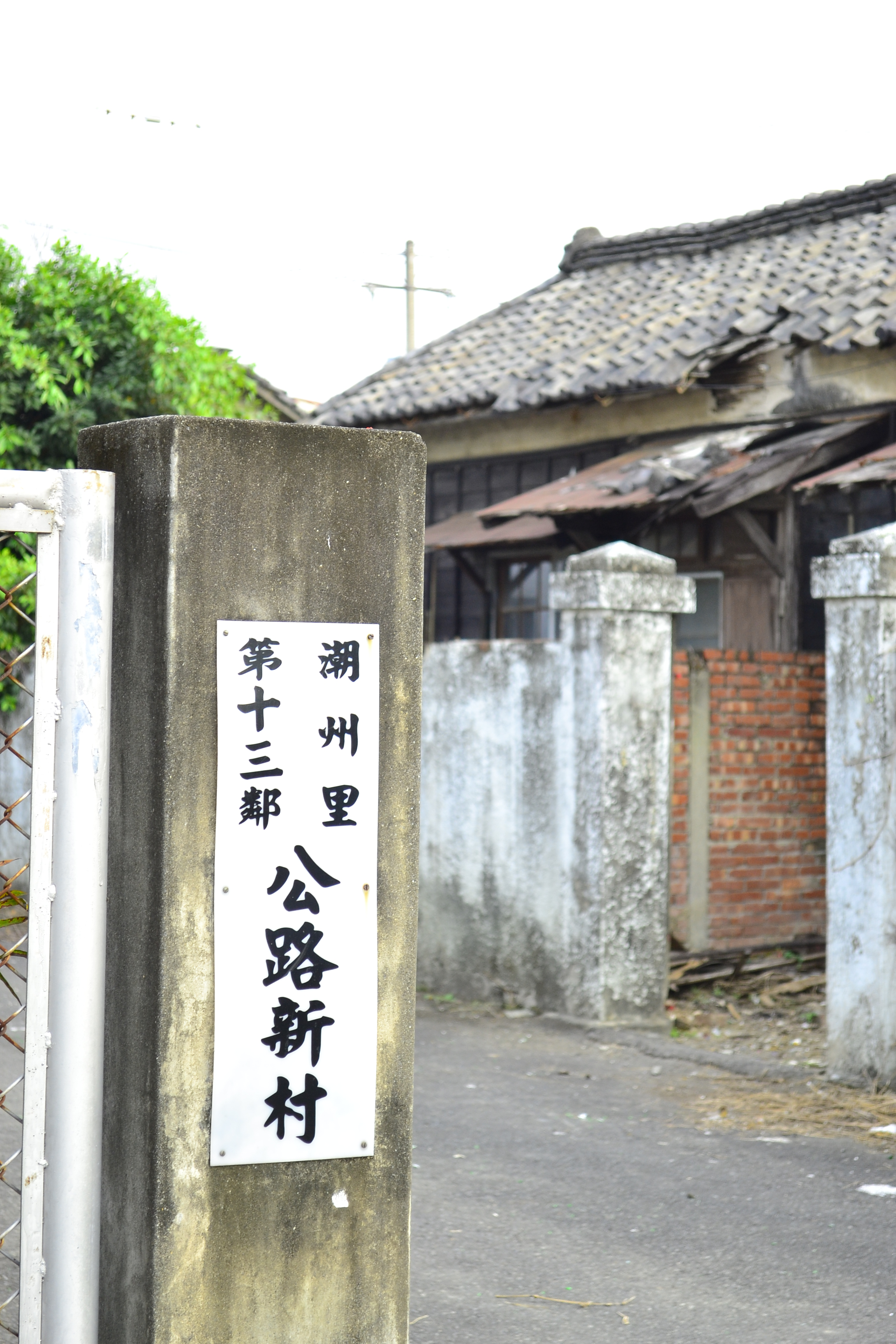
2012年的公路新村
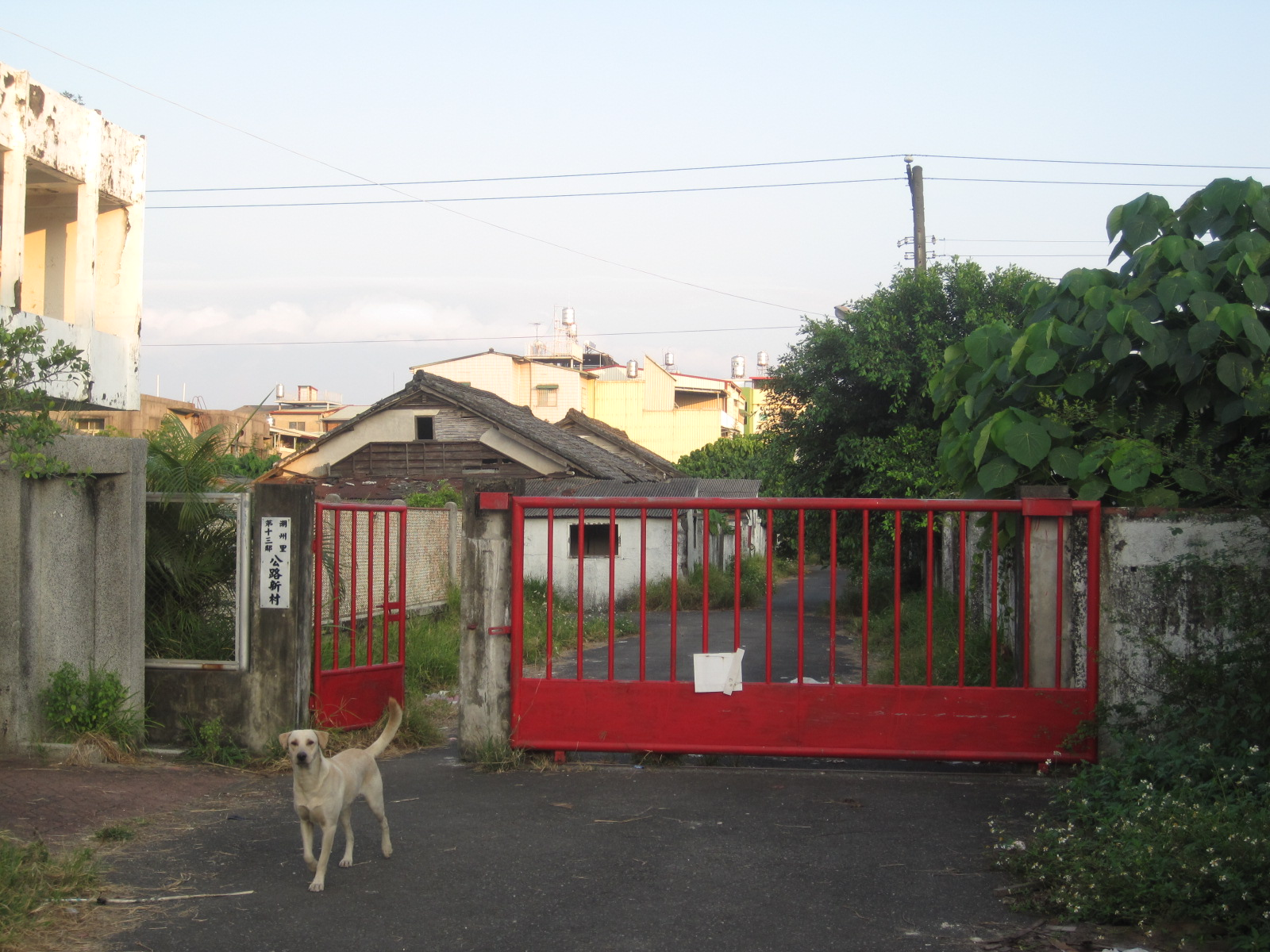
2013年的公路新村